# 勝広寺 (佐渡市)
智慧海山勝廣寺（ちえかいざんしょうこうじ）は、新潟県佐渡市にある真宗大谷派の寺院。

## 歴史
1573年（天正1）、道受が開山した。道受は出羽国（現・秋田県）の浄願寺の出身で、佐渡国に赴いて寺を創建した。
道受は自分の他に7人の門徒も引き連れている。その中に北氏がいる。その北氏の末裔に『日本改造法案大綱』を著した思想家北一輝がいる。一輝の墓は御堂所在地とは別に設けた同寺の墓地（勝廣寺青山墓地）にある。

## 交通アクセス
- 両津港より徒歩4分。北一輝の墓がある勝廣寺青山墓地（佐渡市吾潟＝あがた）は同港から車で約5分。